# Augusto Albini
Augusto Albini (Genova, 30 luglio 1830 – Roma, 3 giugno 1909) è stato un ammiraglio e politico italiano.

## Biografia
Augusto Albini fu ufficiale di carriera nella Marina del Regno di Sardegna e poi nella Regia Marina italiana.
Partecipò all'assedio di Ancona (settembre 1860) come luogotenente di vascello di 1ª Classe imbarcato sulla fregata Maria Adelaide e all'assedio di Gaeta (12 novembre 1860 – 13 febbraio 1861) ove si guadagnò la Medaglia d'argento al Valor militare. 
Nominato addetto navale presso l'ambasciata italiana a Londra (1866), rimase alcuni anni in Inghilterra per poi venire eletto deputato al parlamento italiano (1880). Nel frattempo (1868) aveva perfezionato la carabina inglese Enfield, creando l'arma portatile che fu adottata dalla marina e che è nota come Carabina Albini mod. 1868. Ideò pure un cannone navale che fu adottato da varie marine militari. Collocato a riposo nel 1886, nello stesso anno diviene presidente della Società "Ansaldo - Armstrong".
Nel 1891 venne nominato senatore del Regno. Augusto Albini era fratello minore dell'ammiraglio Giovan Battista Albini.